# McAdenville
McAdenville – miasto w Stanach Zjednoczonych, w stanie Karolina Północna, w hrabstwie Gaston.